# Plan 9 from Bell Labs
Plan 9 from Bell Labs je distribuovaný operační systém vyvíjený Bell Labs. Mezi lety 1984 a 2002 byl vyvíjen jako nástupce Unixu. Systém je psaný pro architekturu x86, nicméně takovým způsobem, který ulehčuje portování na další architektury počítačů. Je navržen tak, aby po připojení na místní síť dokázal snadno spolupracovat s ostatními připojenými počítači, na kterých běží stejný systém. Propojené systémy sdílejí své systémové prostředky, tj. místo na disku, paměť, výkon procesoru atd. Díky tomu není k provozu systému potřeba centrálního serveru. Komunikace s ostatními počítači funguje pomocí protokolu 9P. Systém je nadále vyvíjen za účelem výzkumu a pro některé jako koníček.
Název systému je parafrází na kultovní béčkový sci-fi film Plán 9 z vesmíru.
Některé nápady z Planu 9 byly později implementovány do jiných unixových systémů jako je třeba Linux:
- sjednocené adresáře (union) a jmenné prostory (namespace)
  - dva adresáře lze sloučit do jednoho, stejná jména se v cílovém adresáři objeví vícekrát
  - každý proces může mít svoji tabulku připojených souborových systémů (viz mount) a tedy i jmenný prostor
  - v Linuxu implementováno jako souborové systémy UnionFS, aufs, OverlayFS, GlusterFS, MergerFS
- virtuální souborové systémy
  - specifické funkce, informace nebo vnitřní datové struktury jádra jsou zpřístupněna ve formě souborů a adresářů
  - /proc pro správu procesů (Plan 9 nemá systémové ioctl pro správu procesů)
  - /net pro síťové funkce (Plan 9 nemá systémové ioctl pro síťové služby)
  - v Linuxu jsou implementovány /proc i /net (viz procfs)
- univerzální kódování znaků Unicode a UTF-8 pro všechny jazyky a kultury bez nutnosti měnit znakovou sadu[3]
  - je používáno pro WWW a implementováno do většiny operačních systémů
- kontejnery, goroutines[4]

Dále omezeně systémová volání rfork a některé programy a nástroje včetně rc shellu.